# Zeuxine
Zeuxine – naziemny rodzaj roślin z rodziny storczykowatych (Orchidaceae) zależny od symbiotycznej mikoryzy. Po zakwitnieniu większość gatunków przechodzi okres spoczynku. Kwiaty posiadają dwa wyraźnie podzielone ziarniste pylniki i dwa znamiona. Zalążnia gładka i skręcona. Kwiaty są niewielkie i nie do końca otwarte. Liście proste lub jajowate.
Gatunki z tego rodzaju są bardzo zróżnicowane pod względem występowania. Występują w najróżniejszych stanowiskach od brzegów lasów przez nieużytki i bagna po obszary trawiaste oraz obszary rolnicze. Gatunki te występują w tropikalnej i południowej Afryce, na Madagaskarze, Sri Lance, w Indiach, Iranie, Afganistanie, Pakistanie, Nepalu, Bhutanie, Bangladeszu, Chinach, Tajwanie, Mjanmie, Laosie, Tajlandii, Kambodży, Wietnamie, Japonii, Filipinach, Malezji, Indonezji, Nowej Gwinei, Australii, Wyspach Salomona, Vanuatu, Fidżi, Tonga oraz Samoa. Gatunki z tego rodzaju zostały sztucznie wprowadzone na tereny Arabii Saudyjskiej, kilku stanów w USA, Brazylii, Bahamów, Bermud, Kuby, Jamajki oraz Portoryko.
Zeuxine regia jest wykorzystywany w celach medycznych na Sri Lance.

## Systematyka
Rodzaj sklasyfikowany do podplemienia Goodyerinae w plemieniu Cranichideae, podrodzina storczykowe (Orchidoideae), rodzina storczykowate (Orchidaceae), rząd szparagowce (Asparagales) w obrębie roślin jednoliściennych.
Wykaz gatunków
- Zeuxine affinis (Lindl.) Benth. ex Hook.f.
- Zeuxine africana Rchb.f.
- Zeuxine agyokuana Fukuy.
- Zeuxine amboinensis (J.J.Sm.) J.J.Sm.
- Zeuxine andamanica King & Pantl.
- Zeuxine baliensis J.J.Sm.
- Zeuxine ballii P.J.Cribb
- Zeuxine bifalcifera J.J.Sm.
- Zeuxine blatteri C.E.C.Fisch.
- Zeuxine bougainvilleana Ormerod
- Zeuxine chowdheryi Av.Bhattacharjee & Sabap.
- Zeuxine clandestina Blume
- Zeuxine cordata (Lindl.) Ormerod
- Zeuxine curvata Schltr.
- Zeuxine diversifolia Ormerod
- Zeuxine elatior Schltr.
- Zeuxine elmeri (Ames) Ames
- Zeuxine elongata Rolfe
- Zeuxine erimae Schltr.
- Zeuxine exilis Ridl.
- Zeuxine flava (Wall. ex Lindl.) Trimen
- Zeuxine fritzii Schltr.
- Zeuxine gengmanensis (K.Y.Lang) Ormerod
- Zeuxine gilgiana Kraenzl. & Schltr.
- Zeuxine glandulosa King & Pantl.
- Zeuxine goodyeroides Lindl.
- Zeuxine gracilis (Breda) Blume
- Zeuxine integrilabella C.S.Leou
- Zeuxine kantokeiensis Tatew. & Masam.
- Zeuxine kutaiensis J.J.Sm.
- Zeuxine lancifolia (Ames) Ormerod
- Zeuxine leucoptera Schltr.
- Zeuxine leytensis (Ames) Ames
- Zeuxine lindleyana A.N.Rao
- Zeuxine longilabris (Lindl.) Trimen
- Zeuxine lunulata P.J.Cribb & J.Bowden
- Zeuxine macrorhyncha Schltr.
- Zeuxine madagascariensis Schltr.
- Zeuxine marivelensis (Ames) Ames
- Zeuxine membranacea Lindl.
- Zeuxine mindanaensis (Ames) Ormerod
- Zeuxine montana Schltr.
- Zeuxine nervosa (Wall. ex Lindl.) Benth. ex Trimen
- Zeuxine niijimae Tatew. & Masam.
- Zeuxine oblonga R.S.Rogers & C.T.White
- Zeuxine odorata Fukuy.
- Zeuxine ovata (Gaudich.) Garay & W.Kittr.
- Zeuxine palawensis Tuyama
- Zeuxine palustris Ridl.
- Zeuxine papillosa Carr
- Zeuxine parvifolia (Ridl.) Seidenf.
- Zeuxine petakensis J.J.Sm.
- Zeuxine philippinensis (Ames) Ames
- Zeuxine plantaginea (Rchb.f.) Benth. & Hook.f. ex Drake
- Zeuxine pulchra King & Pantl.
- Zeuxine purpurascens Blume
- Zeuxine reflexa King & Pantl.
- Zeuxine regia (Lindl.) Trimen
- Zeuxine reginasilvae Ormerod
- Zeuxine rolfiana King & Pantl.
- Zeuxine rupestris Ridl.
- Zeuxine samoensis Schltr.
- Zeuxine stammleri Schltr.
- Zeuxine stenophylla (Rchb.f.) Benth. & Hook.f. ex Drake
- Zeuxine strateumatica (L.) Schltr.
- Zeuxine tjiampeana J.J.Sm.
- Zeuxine tonkinensis Gagnep.
- Zeuxine triangula J.J.Sm.
- Zeuxine violascens Ridl.
- Zeuxine viridiflora (J.J.Sm.) Schltr.
- Zeuxine weberi (Ames) Ames
- Zeuxine wenzelii (Ames) Ormerod